# Вейнстекерс, Бен
Хёйбертюс Йоханнес Николас (Бен) Вейнстекерс (нидерл. Huibertus Johannes Nicolaas "Ben" Wijnstekers; род. 31 августа 1955, Роттердам, Южная Голландия) — нидерландский футболист, защитник. Прежде всего известный по выступлениям за клуб «Фейеноорд», а также за национальную сборную Нидерландов. Чемпион Нидерландов.

## Клубная карьера
Во взрослом футболе дебютировал в 1975 году выступлениями за команду клуба «Фейеноорд», в которой провёл четырнадцать сезонов, принял участие в 352 матчах чемпионата и забил 14 голов. Большую часть времени, проведённого в составе «Фейенорда», был игроком защиты основного состава команды.
В течение 1989—1990 годов защищал цвета команды клуба «Расинг» (Мехелен).
Завершил профессиональную игровую карьеру в клубе «Жерминаль-Экерен», за команду которого выступал на протяжении 1990—1991 годов.

## Выступления за сборную
В 1979 году дебютировал в официальных матчах в составе национальной сборной Нидерландов. В течение карьеры в национальной команде, которая длилась 7 лет, провёл в форме главной команды страны 36 матчей и забил 1 гол.
В составе сборной был участником чемпионата Европы 1980 года в Италии.

## Статистика

### Матчи Вейнстекерса за сборную Нидерландов
| Матчи Вейнстекерса за сборную Нидерландов | Матчи Вейнстекерса за сборную Нидерландов | Матчи Вейнстекерса за сборную Нидерландов | Матчи Вейнстекерса за сборную Нидерландов | Матчи Вейнстекерса за сборную Нидерландов | Матчи Вейнстекерса за сборную Нидерландов |
| ----------------------------------------- | ----------------------------------------- | ----------------------------------------- | ----------------------------------------- | ----------------------------------------- | ----------------------------------------- |
| №                                         | Дата                                      | Соперник                                  | Счёт                                      | Голы Вейнстекерса                         | Соревнование                              |
| 1                                         | 26 сентября 1979                          | Бельгия                                   | 1:0                                       | —                                         | Товарищеский матч                         |
| 2                                         | 17 октября 1979                           | Польша                                    | 1:1                                       | —                                         | Чемпионат Европы 1980 (отбор)             |
| 3                                         | 21 ноября 1979                            | ГДР                                       | 3:2                                       | —                                         | Чемпионат Европы 1980 (отбор)             |
| 4                                         | 26 марта 1980                             | Франция                                   | 0:0                                       | —                                         | Товарищеский матч                         |
| 5                                         | 11 июня 1980                              | Греция                                    | 1:0                                       | —                                         | Чемпионат Европы 1980                     |
| 6                                         | 14 июня 1980                              | ФРГ                                       | 2:3                                       | —                                         | Чемпионат Европы 1980                     |
| 7                                         | 17 июня 1980                              | Чехословакия                              | 1:1                                       | —                                         | Чемпионат Европы 1980                     |
| 8                                         | 10 сентября 1980                          | Ирландия                                  | 1:2                                       | —                                         | Чемпионат мира 1982 (отбор)               |
| 9                                         | 11 октября 1980                           | ФРГ                                       | 1:1                                       | —                                         | Товарищеский матч                         |
| 10                                        | 19 ноября 1980                            | Бельгия                                   | 0:1                                       | —                                         | Чемпионат мира 1982 (отбор)               |
| 11                                        | 30 декабря 1980                           | Уругвай                                   | 0:2                                       | —                                         | Золотой кубок чемпионов мира              |
| 12                                        | 6 января 1981                             | Италия                                    | 1:1                                       | —                                         | Золотой кубок чемпионов мира              |
| 13                                        | 29 апреля 1981                            | Кипр                                      | 1:0                                       | —                                         | Чемпионат мира 1982 (отбор)               |
| 14                                        | 1 сентября 1981                           | Швейцария                                 | 1:2                                       | —                                         | Товарищеский матч                         |
| 15                                        | 9 сентября 1981                           | Ирландия                                  | 2:2                                       | —                                         | Чемпионат мира 1982 (отбор)               |
| 16                                        | 18 ноября 1981                            | Франция                                   | 0:2                                       | —                                         | Чемпионат мира 1982 (отбор)               |
| 17                                        | 1 сентября 1982                           | Исландия                                  | 1:1                                       | —                                         | Чемпионат Европы 1984 (отбор)             |
| 18                                        | 22 сентября 1982                          | Ирландия                                  | 2:1                                       | —                                         | Чемпионат Европы 1984 (отбор)             |
| 19                                        | 10 ноября 1982                            | Франция                                   | 1:2                                       | —                                         | Товарищеский матч                         |
| 20                                        | 19 декабря 1982                           | Мальта                                    | 6:0                                       | —                                         | Чемпионат Европы 1984 (отбор)             |
| 21                                        | 16 февраля 1983                           | Испания                                   | 0:1                                       | —                                         | Чемпионат Европы 1984 (отбор)             |
| 22                                        | 27 апреля 1983                            | Швеция                                    | 0:3                                       | —                                         | Товарищеский матч                         |
| 23                                        | 7 сентября 1983                           | Исландия                                  | 3:0                                       | —                                         | Чемпионат Европы 1984 (отбор)             |
| 24                                        | 21 сентября 1983                          | Бельгия                                   | 1:1                                       | —                                         | Товарищеский матч                         |
| 25                                        | 12 октября 1983                           | Ирландия                                  | 3:2                                       | —                                         | Чемпионат Европы 1984 (отбор)             |
| 26                                        | 16 ноября 1983                            | Испания                                   | 2:1                                       | —                                         | Чемпионат Европы 1984 (отбор)             |
| 27                                        | 17 декабря 1983                           | Мальта                                    | 5:0                                       | 1                                         | Чемпионат Европы 1984 (отбор)             |
| 28                                        | 14 марта 1984                             | Дания                                     | 6:0                                       | —                                         | Товарищеский матч                         |
| 29                                        | 17 октября 1984                           | Венгрия                                   | 1:2                                       | —                                         | Чемпионат мира 1986 (отбор)               |
| 30                                        | 23 декабря 1984                           | Кипр                                      | 1:0                                       | —                                         | Чемпионат мира 1986 (отбор)               |
| 31                                        | 27 февраля 1985                           | Кипр                                      | 7:1                                       | —                                         | Чемпионат мира 1986 (отбор)               |
| 32                                        | 1 мая 1985                                | Австрия                                   | 1:1                                       | —                                         | Чемпионат мира 1986 (отбор)               |
| 33                                        | 14 мая 1985                               | Венгрия                                   | 1:0                                       | —                                         | Чемпионат мира 1986 (отбор)               |
| 34                                        | 4 сентября 1985                           | Болгария                                  | 1:0                                       | —                                         | Товарищеский матч                         |
| 35                                        | 16 октября 1985                           | Бельгия                                   | 0:1                                       | —                                         | Чемпионат мира 1986 (отбор)               |
| 36                                        | 20 ноября 1985                            | Бельгия                                   | 2:1                                       | —                                         | Чемпионат мира 1986 (отбор)               |

Итого: 36 матчей / 1 гол; 16 побед, 9 ничьих, 11 поражений.

## Титулы и достижения
- Чемпион Нидерландов: «Фейеноорд»: 1983/84